# Morávka (Frýdek-místeki járás)
Morávka település Csehországban, a Frýdek-místeki járásban. Morávka Staré Hamry, Horní Lomná, Dolní Lomná, Komorní Lhotka, Košařiska, Krásná, Vyšní Lhoty, Řeka, Pražmo, Třinec és Klokocsóvölgy településekkel határos. Lakosainak száma 1413 fő (2024. január 1.).

## Népesség
A település lakosságának változását az alábbi diagram mutatja:
| Lakosok száma | 4019 | 4348 | 3470 | 2611 | 1304 | 1021 | 1162 | 1208 | 1212 | 1413 |
|               | 1869 | 1890 | 1921 | 1950 | 1980 | 2001 | 2017 | 2019 | 2022 | 2024 |